# Associazione Calcio Pavia 1956-1957
Questa voce raccoglie le informazioni riguardanti l'Associazione Calcio Pavia nelle competizioni ufficiali della stagione 1956-1957.

## Stagione
Nella stagione 1956-1957 il Pavia disputò il diciannovesimo campionato di Serie C della sua storia. Con 33 punti in classifica ha ottenuto l'ottavo posto, il torneo è stato vinto dal Prato con 48 punti davanti al Lecco con 45 punti, entrambe promosse in Serie B. Sono retrocesse sul campo il Molfetta, il Treviso ed il Siracusa, in seguito la squadra siciliana è stata riammessa in Serie C in luogo proprio del Pavia, che al termine della stagione si sciolse per fallimento.
Il presidente cav. Pietro Fortunati, affiancato dal commendator Modesto Della Valle, un milanese che ha preso a cuore le sorti della società granata, allestiscono un sontuoso Pavia, guidato in panchina da Luigi Vianello, molte le partenze ma anche buoni arrivi, su tutti Giovanni Battista Fabbri dalla Spal, il centrocampisti Giovanni Mangini dal Brescia e Luigi Angelini dal Siracusa, il difensore Bruno Favalli dal Livorno e gli attaccanti Franco Spaghi dall'Inter e Giovanni Corti dal Catanzaro, che realizzerà 8 reti in campionato. Dopo tre giornate i granata sono primi da soli a punteggio pieno e senza reti al passivo, la sconfitta interna con la Mestrina modera gli entusiasmi. L'obiettivo del Pavia è di disputare un tranquillo campionato, ma la squadra pavese riesce ad andare oltre i programmi della vigilia. Il 24 marzo sono quarti ad un solo punto dal Lecco e dalla Cremonese che occupano il secondo posto. Poi il calo, negli ultimi due mesi ottiene una sola vittoria che la relega in ottava posizione.
La soddisfazione per il buon torneo disputato dura poco, perché sull'orizzonte societario si stanno addensando fosche nubi. Alla fine di agosto il cav. Pietro Fortunati si assume l'onere di gestire una situazione sempre più delicata, ma stavolta purtroppo tutti i tentativi di presentarsi pronti per l'inizio della stagione alle porte, si dimostrano inutili e vani, l'11 settembre 1957 arriva dalla Lega Nazionale il raggelante annuncio, il Pavia ha rinunciato alla partecipazione del campionato di Serie C, comunicando altresì lo scioglimento della società. La FIGC ne revoca immediatamente l'affiliazione.
Inizia il triennio nero del calcio Pavese, due tornei in Prima Divisione dal 1957 al 1959, poi nel 1959-60 l'A.S. Pavia e il F.B.C. Pavia partecipano al campionato di Prima Categoria. Nell'estate 1960, mentre l'interesse di tutti è accentrato sulle Olimpiadi romane, a Pavia si danno da fare per permettere la rinascita del maggiore sodalizio cittadino. Dal 1960-61 il Pavia del geom. Ettore Fasani riparte dalla Prima Categoria, vince il suo girone, ma non riesce a imporsi nella "poule" finale che la vede opposta ad Alzano, Luino e Rizzoli, quando il 7 settembre 1961 riceve la lieta notizia di ammissione alla Serie D. Sarà la categoria nella quale la squadra pavese ritornata a vestire la maglia azzurra, vi militerà con alterna fortuna per un decennio.

## Divise
| 1ª divisa |

## Organigramma societario
Area direttiva
- Commissario straordinario: Pietro Fortunati

Area tecnica
- Allenatore: Luigi Vianello

## Rosa
| N. |                   | Ruolo | Calciatore        |
| -- | ----------------- | ----- | ----------------- |
|    | Italia (bandiera) | P     | Carlo Baggini     |
|    | Italia (bandiera) | P     | Giampiero Rivolo  |
|    | Italia (bandiera) | D     | Alfredo Baldocchi |
|    | Italia (bandiera) | D     | Bruno Favalli     |
|    | Italia (bandiera) | D     | Giovanni Foresi   |
|    | Italia (bandiera) | D     | Paolo Gatti       |
|    | Italia (bandiera) | C     | Luigi Angelini    |
|    | Italia (bandiera) | C     | Pietro Biglino    |
|    | Italia (bandiera) | C     | Giovanni Mangini  |
|    | Italia (bandiera) | C     | Graziano Milanesi |

| N. |                   | Ruolo | Calciatore             |
| -- | ----------------- | ----- | ---------------------- |
|    | Italia (bandiera) | A     | Giovanni Corti         |
|    | Italia (bandiera) | A     | Giovan Battista Fabbri |
|    | Italia (bandiera) | A     | Claudio Ferrari        |
|    | Italia (bandiera) | A     | Gianfranco Ferraris    |
|    | Italia (bandiera) | A     | Piero Petrocchi        |
|    | Italia (bandiera) | A     | Giampiero Pollini      |
|    | Italia (bandiera) | A     | Rognoni                |
|    | Italia (bandiera) | A     | Franco Spaghi          |
|    | Italia (bandiera) | A     | Pietro Teggi           |

## Risultati

### Serie C

#### Girone d'andata
| Arbitro: | Gambarotta (Genova) |

|  |           |             |
|  | Marcatori | 35’ Ferrari |

| Arbitro: | Basciu (Genova) |

|           |           |  |
| Teggi 45’ | Marcatori |  |

| Arbitro: | Rebuffo (Milano) |

|  |           |                            |
|  | Marcatori | 50’ Teggi 52’, 88’ Rognoni |

| Arbitro: | Clemente (Roma) |

|           |           |                             |
| Teggi 49’ | Marcatori | 21’, 26’ Giacconi 36’ Ardit |

| Arbitro: | Adami (Roma) |

|                                 |           |  |
| Loranzi 30’ Targioni 45’ (rig.) | Marcatori |  |

| Arbitro: | Angelini (Firenze) |

|           |           |             |
| Teggi 41’ | Marcatori | 19’ Pastore |

| Arbitro: | Carbonelli (Brescia) |

|  |           |              |
|  | Marcatori | 28’ Fabrello |

| Arbitro: | Babini (Ravenna) |

|                         |           |           |
| Beretta 24’ Gobatto 61’ | Marcatori | 17’ Corti |

| Arbitro: | De Gregorio (Legnano) |

|  |           |                              |
|  | Marcatori | 26’, 75’ Quoiani 90’ Mologni |

| Arbitro: | Basciu (Genova) |

|          |           |  |
| Teggi 7’ | Marcatori |  |

| Arbitro: | Gay (Asti) |

|          |           |           |
| Novi 87’ | Marcatori | 76’ Corti |

| Arbitro: | Gestro (Genova) |

|            |           |  |
| Fabbri 48’ | Marcatori |  |

| Arbitro: | Maghernino (San Severo) |

|            |           |           |
| Franzò 55’ | Marcatori | 81’ Corti |

| Reggio Calabria 6 gennaio 1957 14ª giornata | Reggina      | 0 – 0 | Pavia | Stadio Comunale\| Arbitro: \| Vanni (Pisa) \| |
| Arbitro:                                    | Vanni (Pisa) |       |       |                                               |

| Arbitro: | Campagna (Palermo) |

|                       |           |            |
| Corti 19’ Pollini 66’ | Marcatori | 4’ Tambani |

| Arbitro: | Butti (Como) |

|                                 |           |  |
| Catalani 9’, 76’ Lucianetti 60’ | Marcatori |  |

| Arbitro: | Leita (Udine) |

|                        |           |            |
| Pollini 50’ Spaghi 67’ | Marcatori | 21’ Masoni |

#### Girone di ritorno
| Arbitro: | Vanni (Pisa) |

|                                   |           |  |
| Spaghi 52’, 57’ Fabbri 79’ (rig.) | Marcatori |  |

| Treviso 10 febbraio 1957 19ª giornata | Treviso                | 0 – 0 | Pavia | Stadio Omobono Tenni\| Arbitro: \| Morini (Reggio Emilia) \| |
| Arbitro:                              | Morini (Reggio Emilia) |       |       |                                                              |

| Arbitro: | Ubezio (Novara) |

|                   |           |  |
| Mungai 48’ (aut.) | Marcatori |  |

| Arbitro: | Carbonelli (Brescia) |

|                        |           |                      |
| Ardit 28’ Giacconi 73’ | Marcatori | 5’ Corti 70’ Pollini |

| Pavia 3 marzo 1957 22ª giornata | Pavia               | 0 – 0 | Prato | Stadio Comunale\| Arbitro: \| Baldassarre (Udine) \| |
| Arbitro:                        | Baldassarre (Udine) |       |       |                                                      |

| Arbitro: | Maghernino (San Severo) |

|             |           |           |
| Pastore 73’ | Marcatori | 87’ Corti |

| Catanzaro 17 marzo 1957 24ª giornata | Catanzaro        | 0 – 0 | Pavia | Stadio Militare\| Arbitro: \| Menchini (Udine) \| |
| Arbitro:                             | Menchini (Udine) |       |       |                                                   |

| Arbitro: | Clemente (Roma) |

|                                  |           |             |
| Fabbri 12’, 21’ Pollini 48’, 75’ | Marcatori | 87’ Colombo |

| Lecco 31 marzo 1957 26ª giornata | Lecco            | 0 – 0 | Pavia | Stadio Mario Rigamonti\| Arbitro: \| Rebuffo (Milano) \| |
| Arbitro:                         | Rebuffo (Milano) |       |       |                                                          |

| Arbitro: | Baldassarre (Udine) |

|                                     |           |                      |
| Turotti 19’, 38’ Bercarich 24’, 76’ | Marcatori | 3’ Pollini 45’ Teggi |

| Arbitro: | Fornari (Bologna) |

|  |           |          |
|  | Marcatori | 54’ Novi |

| Arbitro: | Boati (Milano) |

|               |           |  |
| Bertolani 59’ | Marcatori |  |

| Arbitro: | Natalini (Bolzano) |

|            |           |             |
| Fabbri 68’ | Marcatori | 69’ Badiali |

| Arbitro: | Carbonelli (Brescia) |

|                             |           |             |
| Oblach 13’ (aut.) Corti 37’ | Marcatori | 23’ De Vito |

| Arbitro: | De Magistris (Torino) |

|                                                |           |           |
| Balestra 48’ Rossi 55’, 82’ Pisetta 59’ (rig.) | Marcatori | 38’ Corti |

| Arbitro: | Vanni (Pisa) |

|             |           |                           |
| Pollini 53’ | Marcatori | 25’ Di Mauro 62’ Catalani |

| Arbitro: | Zaza (Molfetta) |

|                             |           |  |
| Bronzoni 19’ Puccinelli 60’ | Marcatori |  |

## Statistiche

### Statistiche di squadra
| Competizione | Punti | In casa | In casa | In casa | In casa | In casa | In casa | In trasferta | In trasferta | In trasferta | In trasferta | In trasferta | In trasferta | Totale | Totale | Totale | Totale | Totale | Totale | DR |
| Competizione | Punti | G       | V       | N       | P       | Gf      | Gs      | G            | V            | N            | P            | Gf           | Gs           | G      | V      | N      | P      | Gf     | Gs     | DR |
| ------------ | ----- | ------- | ------- | ------- | ------- | ------- | ------- | ------------ | ------------ | ------------ | ------------ | ------------ | ------------ | ------ | ------ | ------ | ------ | ------ | ------ | -- |
| Serie C      | 33    | 17      | 9       | 3       | 5       | 21      | 16      | 17           | 2            | 8            | 7            | 13           | 23           | 34     | 11     | 11     | 12     | 34     | 39     | -5 |

### Statistiche dei giocatori[2]
| Giocatore    | Serie C  | Serie C |
| Giocatore    | Presenze | Reti    |
| ------------ | -------- | ------- |
| L. Angelini  | 33       | 0       |
| C. Baggini   | 34       | -39     |
| A. Baldocchi | 1        | 0       |
| P. Biglino   | 14       | 0       |
| G. Corti     | 23       | 8       |
| G.B. Fabbri  | 33       | 5       |
| B. Favalli   | 28       | 0       |
| C. Ferrari   | 6        | 1       |
| G. Ferraris  | 19       | 0       |
| G. Foresi    | 31       | 0       |
| P. Gatti     | 12       | 0       |
| G. Mangini   | 22       | 0       |
| G. Milanesi  | 33       | 0       |
| P. Petrocchi | 9        | 0       |
| G. Pollini   | 19       | 7       |
| Rognoni      | 6        | 2       |
| F. Spaghi    | 23       | 3       |
| P. Teggi     | 28       | 6       |